# The Old Maid's Baby (film 1919)
The Old Maid's Baby è un film muto del 1919 diretto da William Bertram.

## Trama
Christine, che tutti chiamano Tiny, è nata e vissuta in un circo dopo che sua madre è scappata da casa per sposarsi con un clown. Adesso i suoi genitori lavorano ambedue nel circo e si esibiscono in un pericoloso esercizio con il paracadute. Tiny passa il tempo con il suo cagnolino zoppo e un elefante. Un giorno, il circo arriva nella città natale della madre dove vive ancora sua sorella Sylvia. Durante il numero dei genitori di Tiny, il paracadute non si apre e loro restano uccisi. La bambina, disperata, pensa di uccidersi andando ad annegarsi. Ma viene salvata da Sylvia, la zia, e da Frank che vengono guidati fino a lei dal cane. Sylvia, che si occupa di matematica, ha scritto un libro che provoca la gelosia di un suo corteggiatore, il professor Caldwell. Tiny rivela alla zia che il professore vorrebbe distruggere il libro, tanto migliore di un testo che ha scritto lui. Sylvia, allora, lascia perdere l'infido pretendente e accetta invece la proposta di matrimonio del buon Franck.

## Produzione
Il film fu prodotto dalla Diando Film Corporation.

## Distribuzione
Distribuito dalla Pathé Exchange, il film uscì nelle sale cinematografiche degli Stati Uniti il 23 febbraio 1919 in una versione in cinque rulli. In Francia, venne distribuito il 14 gennaio 1921 dalla Pathé Consortium Cinéma con il titolo Tombée du nid in una versione di 1.025 metri.